# Yet to Come (The Most Beautiful Moment)
"Yet to Come (The Most Beautiful Moment)" là một bài hát của nhóm nhạc nam Hàn Quốc BTS. Bài hát được phát hành vào ngày 10 tháng 6 năm 2022 thông qua Big Hit Music và Universal Music Group như bài hát chủ đề trong album tuyển tập đầu tiên Proof của nhóm. 
"Yet to Come (The Most Beautiful Moment)" là đĩa đơn gốc bằng tiếng Hàn đầu tiên của nhóm kể từ "Life Goes On" (2020). Được mô tả là một ca khúc alternative hip hop, nó đã nhận được những đánh giá chung tích cực từ các nhà phê bình. Lời bài hát được lấy cảm hứng từ sự phản ánh của nhóm về sự nghiệp của họ từ chín năm trước và hướng tới tương lai.
Bài hát đã được biểu diễn trên M Countdown, Music Bank, Inkigayo và ở Hàn Quốc. Nó ra mắt ở vị trí thứ năm tại Nhật Bản và lọt vào top 20 ở Hàn Quốc, Úc và Lithuania. Bài hát đã lọt vào bảng xếp hạng ở năm quốc gia khác bao gồm Đức, New Zealand và Vương quốc Anh.

## Bối cảnh và phát hành
Ngày 6 tháng 5 năm 2022, nhóm công bố tên và bìa của bài hát. Tên của bài hát được lấy cảm hứng từ chuỗi album The Most Beautiful Moment in Life, còn được gọi là kỷ nguyên HYYH. Kỷ nguyên này bao gồm nhiều đoạn phim ngắn, cũng như một cốt truyện được hình thành từ 20 video âm nhạc của nhóm. Bài hát được công bố là một trong 3 bài hát mới từ album tuyển tập Proof.
Về mặt ca từ, nhóm phản ánh sự nghiệp của họ xuyên suốt 9 năm qua và hành trình hướng tới tương lai. Bài hát cho thấy các thành viên cân nhắc "mọi thứ từ những thành tựu mà họ đạt được trong những năm qua, mục tiêu của họ và tương lai của họ". Bài hát được mô tả là một "bản nhạc alternative hip hop nhẹ nhàng với nhịp độ trung bình".

## Đánh giá chuyên môn
Viết cho NME, Rhian Daly chấm 5/5 sao cho bài hát và khen ngợi bài hát "vừa nhuốm màu hoài niệm vừa tràn ngập niềm lạc quan cho tương lai". Daly cũng chỉ ra màn trình diễn của V và Suga trong bài hát. Billboard nhấn mạnh vào "đoạn điệp khúc tràn đầy sức sống". Tạp chí Rolling Stone mô tả đĩa đơn này là "sự pha trộn nét cổ điển của BTS giữa nhạc pop và hip hop, mang đến một lời hứa đầy hy vọng về một tương lai tươi sáng hơn."

## Video âm nhạc
Ngày 8 tháng 6 năm 2022, đoạn giới thiệu cho video âm nhạc của "Yet to Come (The Most Beautiful Moment)" được đăng tải. Đoạn giới thiệu cho thấy các thành viên tái hiện lại hình ảnh của mình trong những video âm nhạc trước đây của nhóm giữa một sa mạc đầy cát. Video âm nhạc dài 4 phút được phát hành vào ngày 10 tháng 6 năm 2022. BTS đã chia sẻ hậu trường cảnh quay của các thành viên đang quay phim tại một sa mạc bên ngoài Las Vegas. Họ đã phải đối mặt với một số vấn đề. Buổi quay Ngày 1 đã phải hủy bỏ do trận bão cát lớn.
Một video hoạt hình của đĩa đơn đã được phát hành vào ngày 20 tháng 6 năm 2022. Video này có các hình đại diện của nhóm từ trò chơi di động BTS Island: In the Seom.

## Hiệu suất thương mại
"Yet to Come (The Most Beautiful Moment") đạt vị trí thứ năm trên Billboard Japan Hot 100, và đứng thứ 4 trên Bảng xếp hạng Gaon Digital Chart.

## Biểu diễn trực tiếp
BTS đã biểu diễn "Yet to Come (The Most Beautiful Moment)", cùng với ca khúc B-side "For Youth" của họ, trên Mnet M Countdown, KBS2 Music Bank, và SBS' Inkigayo. Đây là lần đầu tiên kể từ đĩa đơn năm 2020, "On", nhóm biểu diễn trên các chương trình âm nhạc của Hàn Quốc. Nhóm, cùng với Anderson .Paak trên trống, biểu diễn đĩa đơn cho "Proof Live" của họ để kỷ niệm 9 năm của họ vào ngày 13 tháng 6 năm 2022.

## Giải thưởng
| Chương trình     | Ngày             | Ref.   |
| ---------------- | ---------------- | ------ |
| Show Champion    | 15 tháng 6, 2022 | [ 19 ] |
| M Countdown      | 16 tháng 6, 2022 | [ 20 ] |
| M Countdown      | 23 tháng 6, 2022 | [ 21 ] |
| M Countdown      | 30 tháng 6, 2022 | [ 22 ] |
| Music Bank       | 17 tháng 6, 2022 | [ 23 ] |
| Music Bank       | 24 tháng 6, 2022 | [ 24 ] |
| Show! Music Core | 25 tháng 6, 2022 | [ 25 ] |
| Inkigayo         | 19 tháng 6, 2022 | [ 26 ] |
| Inkigayo         | 26 tháng 6, 2022 | [ 27 ] |

## Bảng xếp hạng
| Bảng xếp hạng (2022)                        | Thứ hạng |
| ------------------------------------------- | -------- |
| Argentina (Argentina Hot 100)               | 65       |
| Úc (ARIA)                                   | 17       |
| Bolivia (Billboard)                         | 22       |
| Canada (Canadian Hot 100)                   | 16       |
| Đức (GfK)                                   | 63       |
| Thế giới Global 200 (Billboard)             | 2        |
| Hồng Kông (Billboard)                       | 7        |
| Hungary (Single Top 40)                     | 2        |
| Ấn Độ (IMI)                                 | 1        |
| Indonesia (Billboard)                       | 2        |
| Ireland (IRMA)                              | 34       |
| Ý (FIMI)                                    | 98       |
| Nhật Bản (Japan Hot 100)                    | 1        |
| Japan Combined Singles (Oricon)             | 2        |
| Lithuania (AGATA)                           | 20       |
| Malaysia (Billboard)                        | 2        |
| Hà Lan (Single Tip)                         | 8        |
| New Zealand (Recorded Music NZ)             | 24       |
| Peru (Billboard)                            | 14       |
| Philippines (Billboard)                     | 1        |
| Bồ Đào Nha (AFP)                            | 40       |
| Singapore (Billboard)                       | 2        |
| Singapore (RIAS)                            | 2        |
| Nam Phi (RISA)                              | 29       |
| Hàn Quốc (Billboard)                        | 1        |
| Hàn Quốc (Gaon)                             | 4        |
| Sweden Heatseeker (Sverigetopplistan)       | 20       |
| Thụy Sĩ (Schweizer Hitparade)               | 41       |
| Đài Loan (Billboard)                        | 3        |
| Anh Quốc (OCC)                              | 27       |
| Hoa Kỳ Billboard Hot 100                    | 13       |
| Hoa Kỳ World Digital Song Sales (Billboard) | 1        |
| Việt Nam (Vietnam Hot 100)                  | 1        |

| Bảng xếp hạng (2022) | Thứ hạng |
| -------------------- | -------- |
| Hàn Quốc (Circle)    | 14       |

## Lịch sử phát hành
| Quốc gia | Ngày             | Định dạng                | Nhãn          | Ref.   |
| -------- | ---------------- | ------------------------ | ------------- | ------ |
| Toàn cầu | 10 tháng 6, 2022 | Tải nhạc Phát trực tuyến | Big Hit Music | [ 62 ] |
| Hoa Kỳ   | 17 tháng 6, 2022 | Đĩa CD                   | Universal     | [ 63 ] |
| Ý        | 17 tháng 6, 2022 | Contemporary hit radio   | Universal     | [ 64 ] |